# Bruno Fratus
Bruno Giuseppe Fratus (Macaé (Rio de Janeiro), 30 juni 1989) is een Braziliaanse zwemmer. Hij vertegenwoordigde zijn vaderland op de Olympische Zomerspelen 2012 in Londen en de Olympische Zomerspelen 2016 in Rio de Janeiro

## Carrière
Bij zijn internationale debuut, op de Pan Pacific kampioenschappen zwemmen 2010 in Irvine, eindigde Fratus als vierde op de 50 meter vrije slag en werd hij uitgeschakeld in de series van de 100 meter vrije slag.
Op de wereldkampioenschappen zwemmen 2011 in Shanghai eindigde de Braziliaan als vijfde op de 50 meter vrije slag, op de 100 meter vrije slag strandde hij in de series. Samen met Nicolas Oliveira, Marcos Macedo en Marcelo Chierighini werd hij uitgeschakeld in de series van de 4x100 meter vrije slag, op de 4x100 meter wisselslag strandde hij samen met Guilherme Guido, Felipe França en Kaio de Almeida in de series. In Guadalajara nam Fratus deel aan de Pan-Amerikaanse Spelen 2011. Op dit toernooi veroverde hij de zilveren medaille op de 50 meter vrije slag. Samen met Nicholas Santos, César Cielo en Nicolas Oliveira sleepte hij de gouden medaille in de wacht op de 4x100 meter vrije slag. Op de 4x100 meter wisselslag zwom hij samen met Thiago Pereira, Felipe Lima en Kaio de Almeida in de series, in de finale legden Guilherme Guido, Felipe França, Gabriel Mangabeira en César Cielo beslag op de gouden medaille. Voor zijn aandeel in de series werd Fratus beloond met de gouden medaille.
Tijdens de Olympische Zomerspelen van 2012 in Londen werd de Braziliaan vierde in de finale van de 50 meter vrije slag. Samen met Nicolas Oliveira, Nicholas Santos en Marcelo Chierighini werd hij uitgeschakeld in de series van de 4x100 meter vrije slag. Op de Pan-Pacifische kampioenschappen zwemmen 2014 in Gold Coast behaalde hij de gouden medaille op de 50 meter vrije slag. Samen met João de Lucca, Marcelo Chierighini en Nelson Oliveira behaalde Fratus brons op de 4x100 meter vrije slag. Tijdens de Wereldkampioenschappen zwemmen 2015 behaalde Fratus de bronzen medaille op de 50m vrije slag.  
In 2016 nam Fratus opnieuw deel aan de Olympische Spelen. In de finale van de 50 meter vrije slag eindigde Fratus op de 6e plaats. Tijdens de Wereldkampioenschappen zwemmen 2017 in Boedapest behaalde Fratus twee zilveren medailles. Op de 50 meter vrije slag moest hij slechts zijn meerdere erkennen in Caeleb Dressel. Samen met Gabriel Santos, Marcelo Chierighini en César Cielo behaalde Fratus ook de zilveren medaille in de finale van de 4x100 meter vrije slag.

## Internationale toernooien
| Jaar | Olympische Spelen                      | WK langebaan                                                                            | WK kortebaan  | PanPacs                               | Pan-Ams                                                |
| ---- | -------------------------------------- | --------------------------------------------------------------------------------------- | ------------- | ------------------------------------- | ------------------------------------------------------ |
| 2010 |                                        |                                                                                         | geen deelname | 4e 50m vrije slag 25e 100m vrije slag |                                                        |
| 2011 |                                        | 5e 50m vrije slag 24e 100m vrije slag 9e 4x100m vrije slag 14e 4x100m wisselslag        |               |                                       | 50m vrije slag · 4x100m vrije slag · 4x100m wisselslag |
| 2012 | 4e 50m vrije slag 9e 4x100m vrije slag |                                                                                         | geen deelname |                                       |                                                        |
| 2013 |                                        | geen deelname                                                                           |               |                                       |                                                        |
| 2014 |                                        |                                                                                         | geen deelname | 50m vrije slag · 4x100m vrije slag    |                                                        |
| 2015 |                                        | 50m vrije slag · 4e 4x100m vrije slag · 6e 4x100m vrije slag gemengd                    |               |                                       | 50m vrije slag · 4x100m vrije slag                     |
| 2016 | 6e 50m vrije slag                      |                                                                                         | geen deelname |                                       |                                                        |
| 2017 |                                        | 50m vrije slag · 4x100m vrije slag · 5e 4x100m wisselslag · Fratus zwom enkel de series |               |                                       |                                                        |
| 2018 |                                        |                                                                                         | geen deelname | geen deelname                         |                                                        |
| 2019 |                                        | 50m vrije slag · 6e 4x100m vrije slag                                                   |               |                                       |                                                        |

## Persoonlijke records
Bijgewerkt tot en met 6 augustus 2019
Kortebaan
| Afstand         | Tijd  | Datum             | Plaats         |
| --------------- | ----- | ----------------- | -------------- |
| 50m vrije slag  | 21,48 | 7 november 2009   | Moskou         |
| 100m vrije slag | 48,43 | 11 september 2010 | Rio de Janeiro |

Langebaan
| Afstand         | Tijd  | Datum        | Plaats    |
| --------------- | ----- | ------------ | --------- |
| 50m vrije slag  | 21,27 | 29 juli 2017 | Boedapest |
| 100m vrije slag | 48,58 | 30 juni 2018 | Rome      |